# C++14
C++14는 C++ ISO/IEC 표준의 마지막 리비전을 가리키는 비공식 이름으로, 공식 명칭은 국제 표준 ISO/IEC 14882:2014(E) 프로그래밍 언어 C++(International Standard ISO/IEC 14882:2014(E) Programming Language C++)이다. C++14는 C++11의 사소한 확장으로, 주된 특징으로는 수많은 버그 수정 및 약간의 개선 사항이 있었다. C++14 표준의 위원회 초안 N3690이 2013년 5월 15일 출판되었으며 작업 중인 초안이 2014년 3월 2일에, 마지막으로 2014년 8월 15일 완료되어 8월 18일 결과가 발표되었다. C++14는 2014년 12월 15일 공개되었다.

## 새로운 언어 기능
- 함수 반환 형 추론(Function return type deduction)
- 선언 시 대체 형 추론(Alternate type deduction on declaration)
- 완화된 constexpr 제약 (Relaxed constexpr restrictions)
- 변수 템플릿(Variable templates)
- 애그리게이트 멤버 초기화(Aggregate member initialization)
- 바이너리 리터럴(Binary literals)
- 숫자 구분자(Digit separators)
- 제네릭 람다(Generic lambdas)
- 람다 캡처 표현식(Lambda capture expressions)
- 어트리뷰트(The attribute, deprecated)

## 새로운 표준 라이브러리 기능
- 공유 mutex 및 locking
- 연관 컨테이너 내에서 이종 검색(Heterogeneous lookup in associative containers)
- 표준 사용자 정의 리터럴(Standard user-defined literals)
- 타입을 통한 튜플 어드레싱(Tuple addressing via type)
- 더 작아진 라이브러리 기능(Smaller library features)

## 같이 보기
- C++11
- C++